# Metro de Canton
El metro de Canton (xinès: 广州地铁, pinyin: Guăngzhōu dìtiĕ) és la xarxa de transport públic tipus metro que serveix l'àrea metropolitana de Canton (Guangzhou), capital de la província de Guangdong en la República Popular de la Xina.
La primera línia va se posada en servei el 1997. Canton així va ser la quarta ciutat xinesa amb metro, després de Pequín, Tientsin i Xangai.
El 2019, el metro de Canton té 14 línies: línies 1 a 9, línies 13 i 14, línia 21, línia Guangfo (Guangzhou - Foshan) i línia automàtica APM que dona servei al districte empresarial de Zhujiang.

## Història

Anys d'obertura de les línies del metro de Guangzhou (Canton)

Els primers preparatius per a un projecte de construcció d’un sistema de transport subterrani ràpid a Guangzhou es remunten al 1960. Durant les dues dècades següents, el projecte es va engegar cinc vegades, però cada vegada es va anul·lar per dificultats tècniques i financeres.
La xarxa del metro de Canton es va programar l'any 1989, i els treballs van començar l'any 1993. La primera secció de línia, entre Xilang i Huangsha es va posar en servei el 28 de juny de 1997.

El 2008, es van produir diversos accidents greus als emplaçaments de les set línies en construcció. El 16 de novembre, després d'un enfonsament al metro de Hangzhou, més de 1.100 persones controlen les 200 obres. Les autoritats diuen que no hi ha problemes.

Planol de la xarxa l'any 2019

## Línies en servei
| Línia                                       | Terminals                                    | Data d'obertura | Última extensió | Llargada </br> (en km) | Estacions | Correspondència        |       |
| Metro                                       | Metro                                        | Metro           | Metro           | Metro                  | Metro     | Metro                  | Metro |
| ------------------------------------------- | -------------------------------------------- | --------------- | --------------- | ---------------------- | --------- | ---------------------- | ----- |
|                                             | Estació de Cantó Est / Xīlǎng                | 1997            | 1999            | 18,5                   | 16        | 2, 3, 5, Guangfo       |       |
|                                             | Jiāhéwànggǎng / Estació Cantó-Sud            | 2002            | 2010            | 31.4                   | 24        | 1, 3, 5, 8             |       |
|                                             | Aeroport (Terminal 2) / Tǐyù Street West     | 2005            | 2018            | 67,3                   | 30        | 1, 2, 5, 8             |       |
| Estació d’autobusos de Tiānhé / Plaça Pānyú |                                              | 2005            | 2018            | 67,3                   | 30        | 1, 2, 5, 8             |       |
|                                             | Huángcūn / Port de Nánshā                    | 2005            | 2017            | 60.3                   | 23        | 5, 7, 8                |       |
|                                             | Jiàokǒu / Wénchōng                           | 2009            | -               | 31,9                   | 24        | 1, 2, 3, 4             |       |
|                                             | Xúnfēnggǎng / Xiāngxuě                       | 2013            | 2016            | 41,7                   | 31        | 1, 2, 3, 5             |       |
|                                             | Estació Cantó-Sud / Ciutat Universitària Sud | 2016            | -               | 18.6                   | 9         | 2, 3, 4                |       |
|                                             | Nou poble de Fènghuáng / Wànshèngwéi         | 2003            | 2010            | 15.0                   | 13        | 2, 3, 4                |       |
|                                             | Fēiélǐng / Gāozēng                           | 2017            | -               | 19.21                  | 10        | 3                      |       |
| Línia 13                                    | Yùzhū - Xīnshā                               | 2017            | -               | 25,6                   | 11        | 5                      |       |
| Línia 14                                    | Xīnhé - Zhènlóng                             | 2017            | -               | 21.0                   | 10        | -                      |       |
|                                             | Zhenlongxi - Plaça Zengcheng                 | 2018            | -               | 26.2                   | 9         | 4, 5, 6, 7, 11, 13, 14 |       |
|                                             | New East Downtown / Yàngǎng                  | 2010            | 2016            | 34,4                   | 22        | 1, 8                   |       |
| Sistema de llançadora automatitzat          |                                              |                 |                 |                        |           |                        |       |
|                                             | Línhéxī / Torre de televisió de Canton       | 2010            | -               | 3.9                    | 9         | 3                      |       |
| Tramvia                                     |                                              |                 |                 |                        |           |                        |       |
|                                             | Torre de televisió de Canton / Wànshèngwéi   | 2014            | -               | 7.7                    | 11        | 3, 4, 8                |       |

## Extensions en curs o previstes
El març de 2010, les autoritats de la ciutat de Canton anuncien el nou pla de desenvolupament del metro. Es preveu tenir una xarxa operativa de 677 km el 2020, amb una línia circular 11 al voltant de la ciutat i en connexió amb totes les altres línies.

Línies operatives i futures del metro de Guangzhou (Canton)

## Utilització

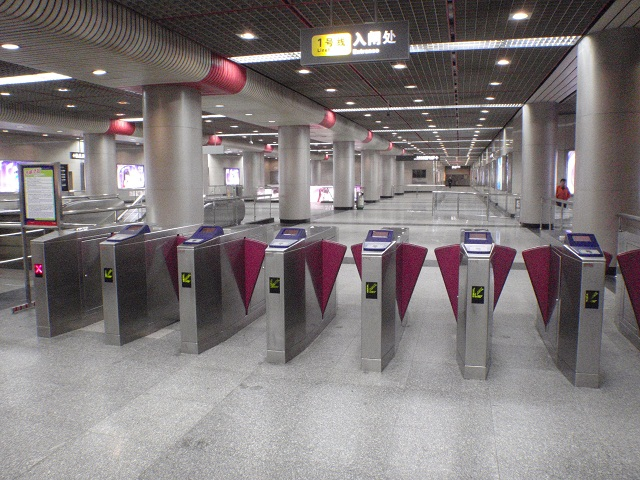
portes d'entrada/sortida parada estació de l'est del metro de Guangzhou (Cantó)

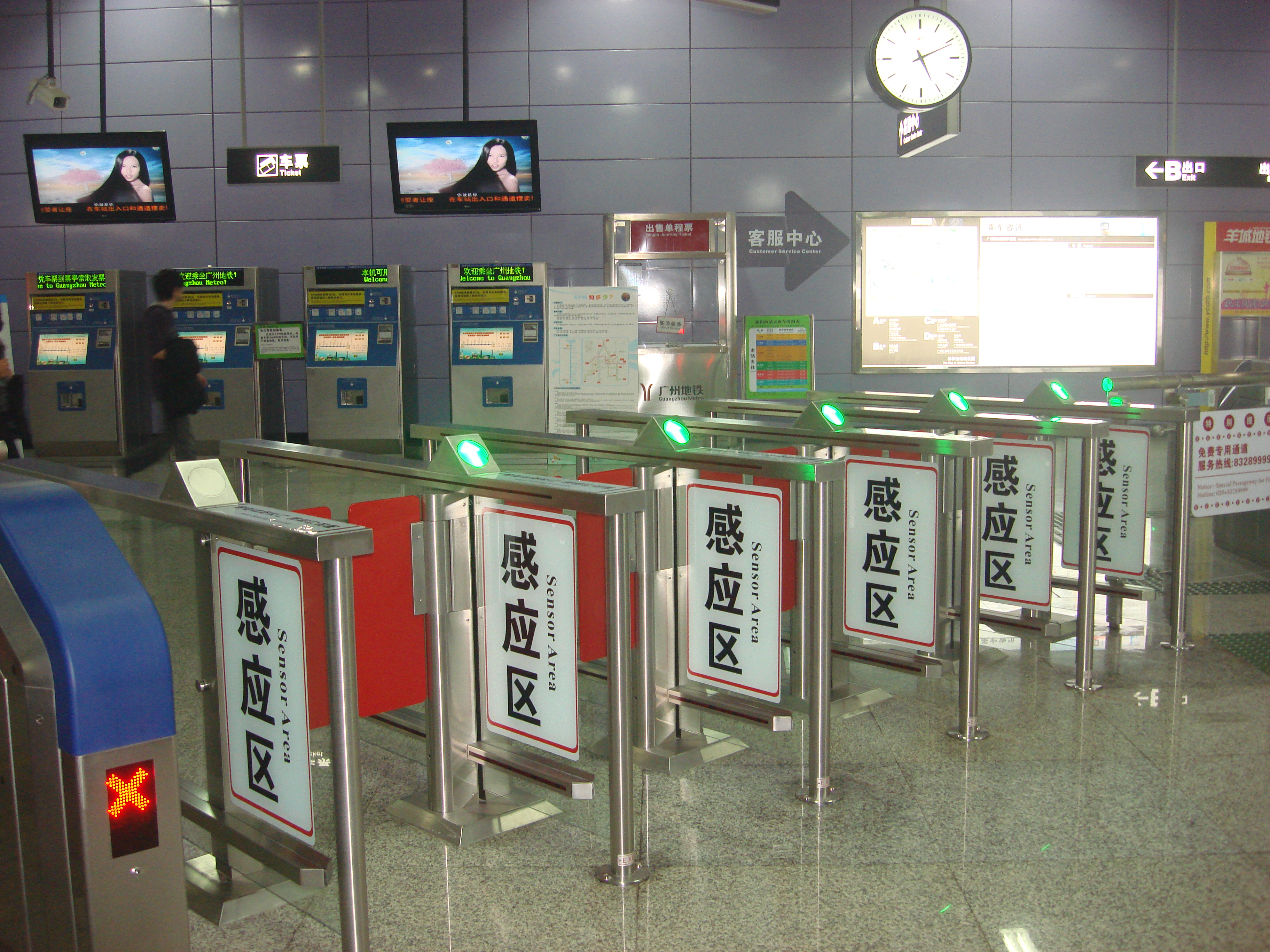
portes d'entrada/sortida línia ATM del metro de Guangzhou (Canton)

### Tarifació
El preu d'un bitllet d'anada pot variar entre ¥ 2 i ¥ 14 (iuans) en funció de la distància a recórrer. El cost és de 2 ¥ per menys de 4 km de ruta, es cobra 1 ¥ cada 4 km després dels 4 km inicials, després cada 6 km després dels 12 inicials i després cada 8 km després dels 24 inicials. Hi ha un cost addicional de 5 ¥ per a tots els viatges des de o cap a l'aeroport internacional de Guangzhou Baiyun. Si un viatge dura més de quatre hores, es factura a l'estació de sortida a la tarifa del viatge més llarg possible a la xarxa. Els passatgers poden portar equipatge per sota dels límits de pes i mida, més enllà dels quals han de pagar un suplement de 2 ¥.
Les targetes de metro recarregables vàlides per a diversos viatges es poden comprar als mostradors de les estacions de metro.

#### Bitllet d'anada

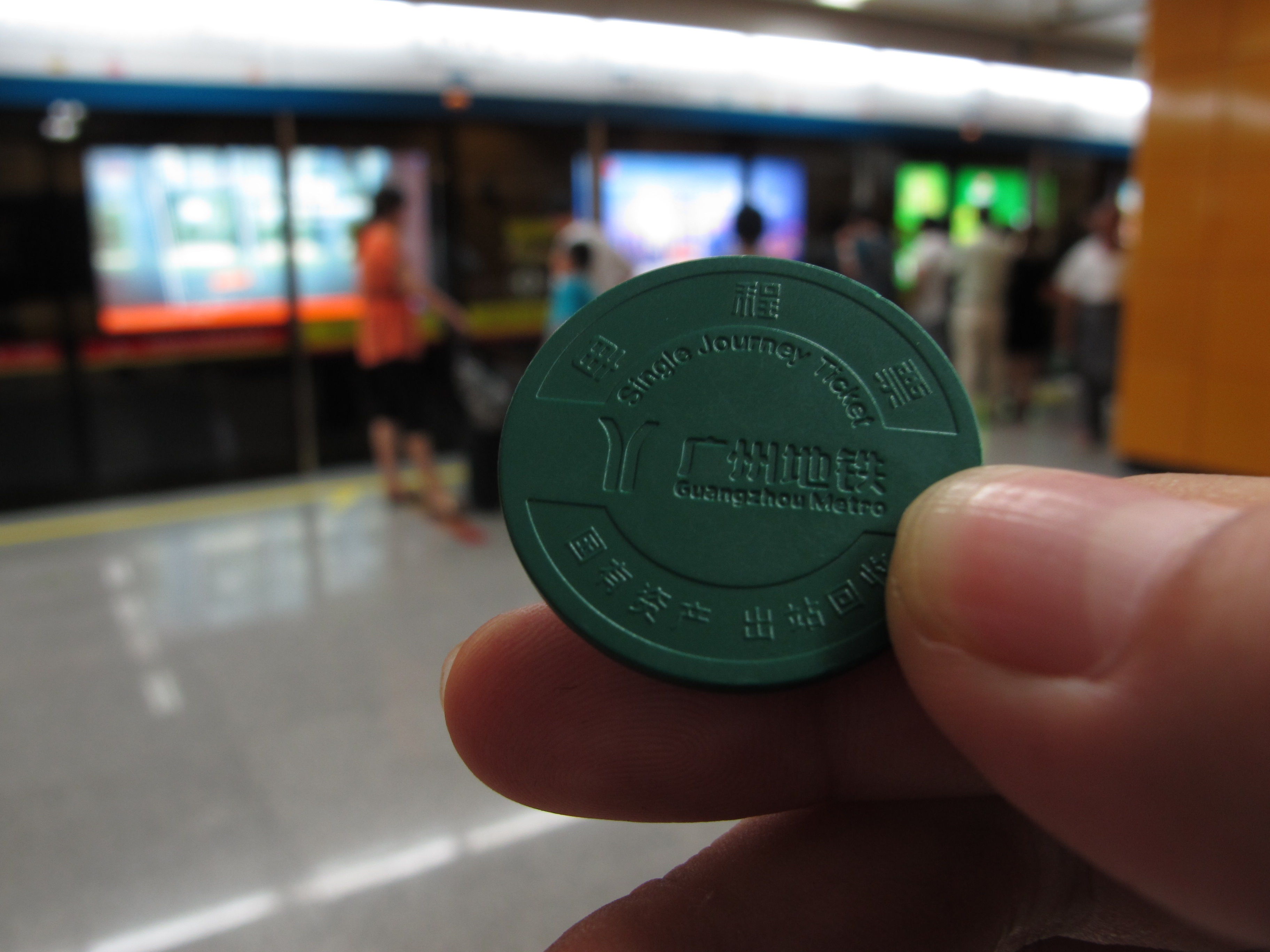
Moneda de sentit únic del metro de Guangzhou (Canton).

Els bitllets d’anada es venen als taulells de cada estació o a les màquines de venda de bitllets. Es cobra la tarifa bàsica sencera sencera per als particulars. Els passatgers que viatgin en grups de 30 persones o més poden beneficiar-se d’una reducció de 10 % sobre el preu del viatge.</br> El bitllet en si és un testimoni de plàstic, d’un sol ús per a l’usuari, que utilitza tecnologia sense contacte de radiofreqüència. L'usuari ha de tocar el sensor de control de bitllets de la porta d'entrada amb la fitxa i, a continuació, inserir-la en una ranura de la porta de sortida.

#### Targeta sense contacte "Yang Cheng Tong i Lingnan Tong"

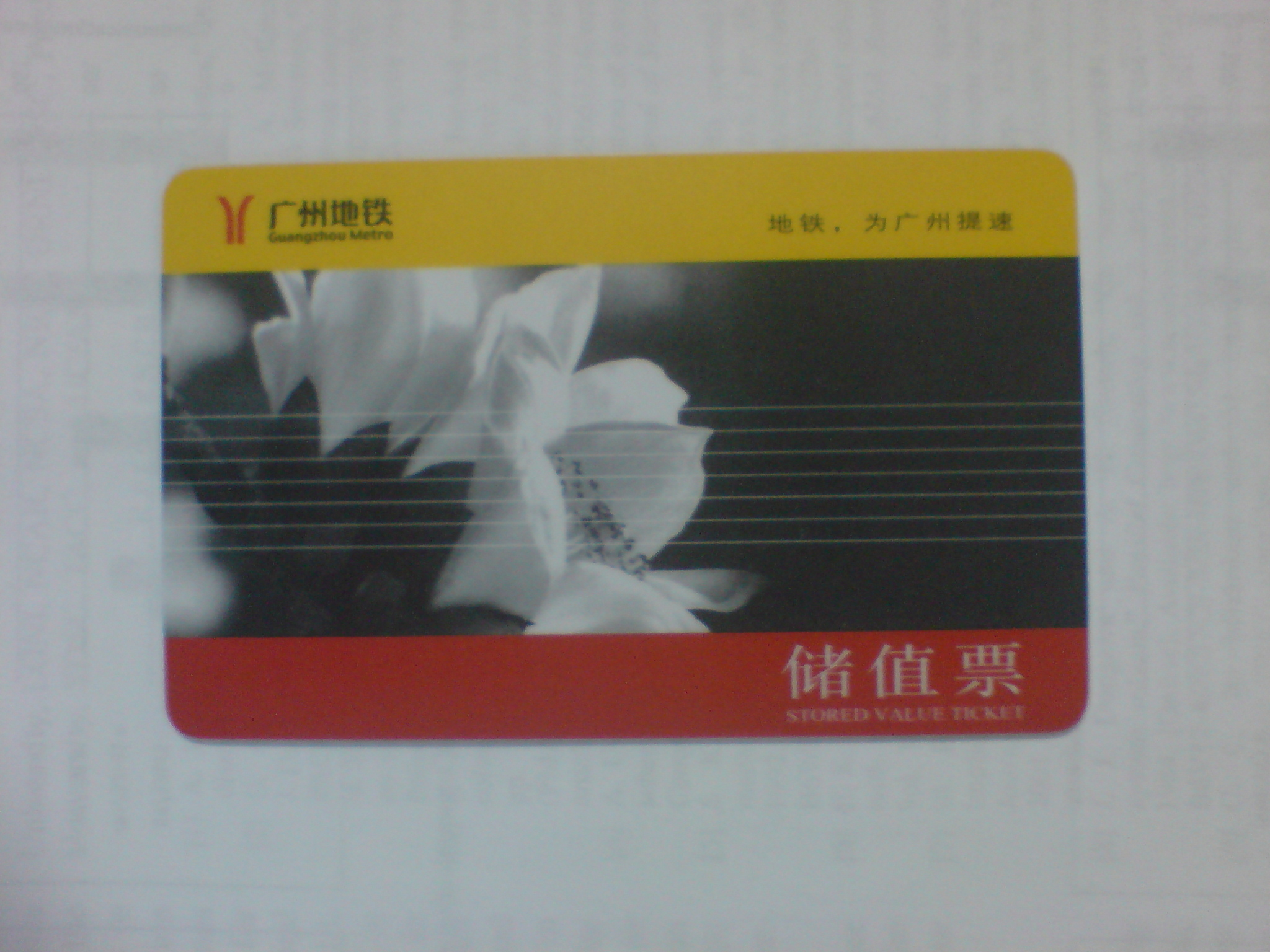
Targeta de pagament sense contacte del metro de Guangzhou (Canton).

Aquesta targeta us permet utilitzar el metro i els autobusos de Guangzhou.
Es ven per 80 ¥ inclòs un valor de dipòsit de 30 ¥ que es reemborsarà quan es retorna la targeta. Aquesta targeta es pot recarregar en efectiu a les taquilles del metro i en determinades cadenes de comerç locals, com ara 7-Eleven, o bé amb targeta de crèdit a les màquines de venda de bitllets del metro.
Aquest sistema és similar al de la targeta Octopus Metro de Hong Kong i a les de trànsit d'altres metros xinesos (metro de Shenzhen, metro de Xangai, etc.).

#### Altres passis
També hi ha altres passis que es poden utilitzar per al metro :
- Abonament mensual
- Abonaments d’estudiants i sèniors

### Operació

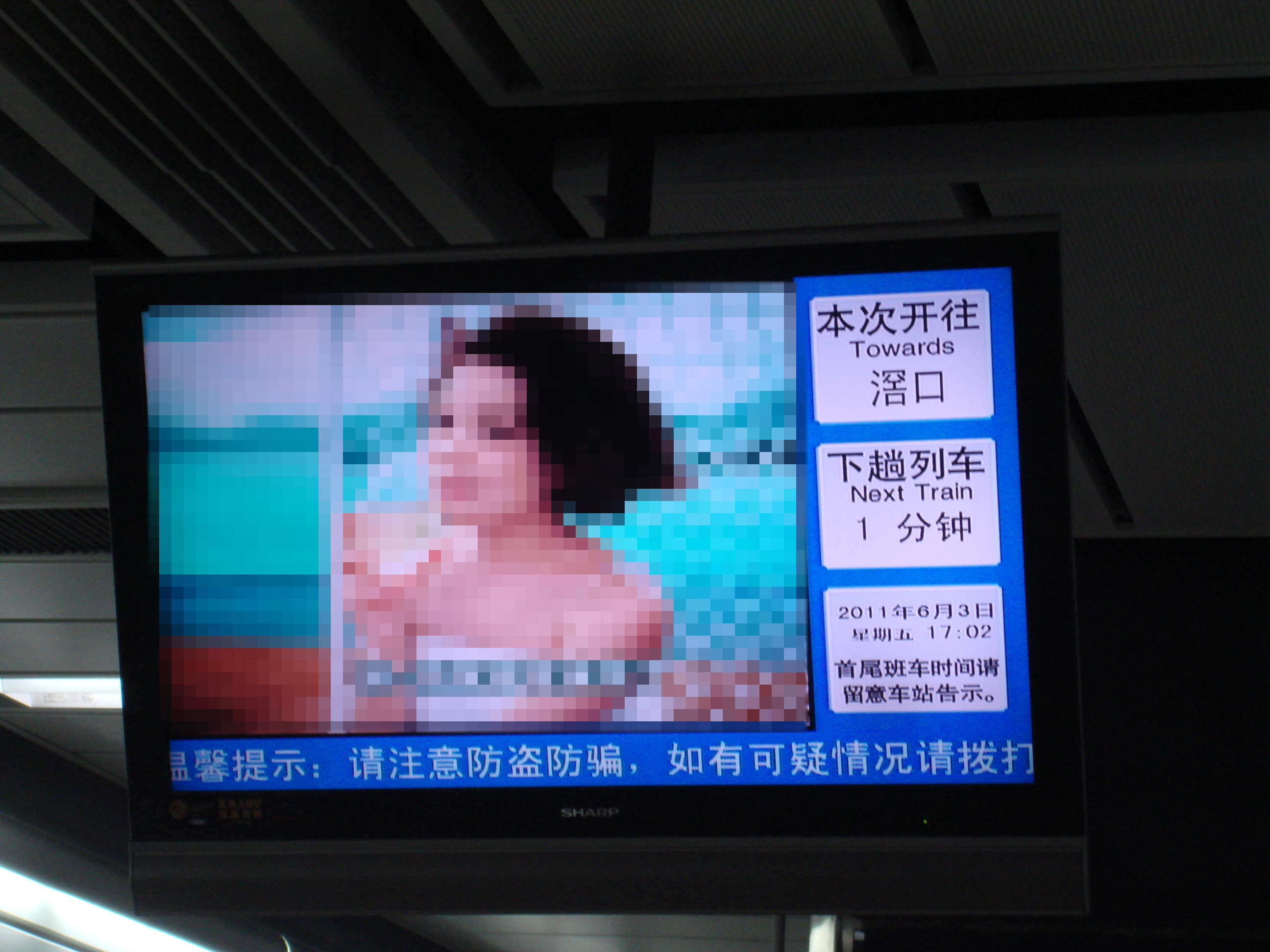
Pantalla publicitària d'informació de la plataforma de metro de Guangzhou (Canton) que indica la direcció i el temps d'espera del proper tren.

El metro circula entre les 6 h 15 i 23 h. Tota la xarxa està operada per Guangzhou Metro Corporation.
Totes les línies de metro de Guangzhou que operen, excepte l'APM, s'alimenten amb 1.500 V CC.</br> Les línies 1, 2, 3 i 8, així com la línia Guangfo, funcionen amb catenàries, mentre que les línies 4, 5 i 6 utilitzen un tercer carril.
Les línies en construcció a curt termini, incloses les línies 7, 9 i 13, també s'alimentaran amb 1.500 V CC mitjançant catenàries. A diferència de les anomenades línies de metro pesades, el tren lleuger APM funciona amb 600 V CA subministrats per rails de tercers.